# 龙河镇 (丰都县)
龙河镇是中国重庆市丰都县下辖的一个镇。

## 行政区划
龙河镇辖个1社区、23个行政村。
- 社区：观音寺居委会
- 村：毛天坝村、金子庙村、皮家场村、杉树坪村、凤凰山村、石堡村、文庙村、石仓坝村、多坡坝村、岩榜村、洞庄坪村、长坡村、红庙村、中合场村、三磊子村、杉木岩村、大月坝村、庙堂坝村、冉家河村、冷浸溪村、陡磴子村、柏木园村、铁炉沟村